# Xylosma lancifolium
Xylosma lancifolium är en videväxtart som beskrevs av Herman Otto Sleumer. Xylosma lancifolium ingår i släktet Xylosma och familjen videväxter. Inga underarter finns listade i Catalogue of Life.